# Vingt-sixième amendement de la Constitution des États-Unis

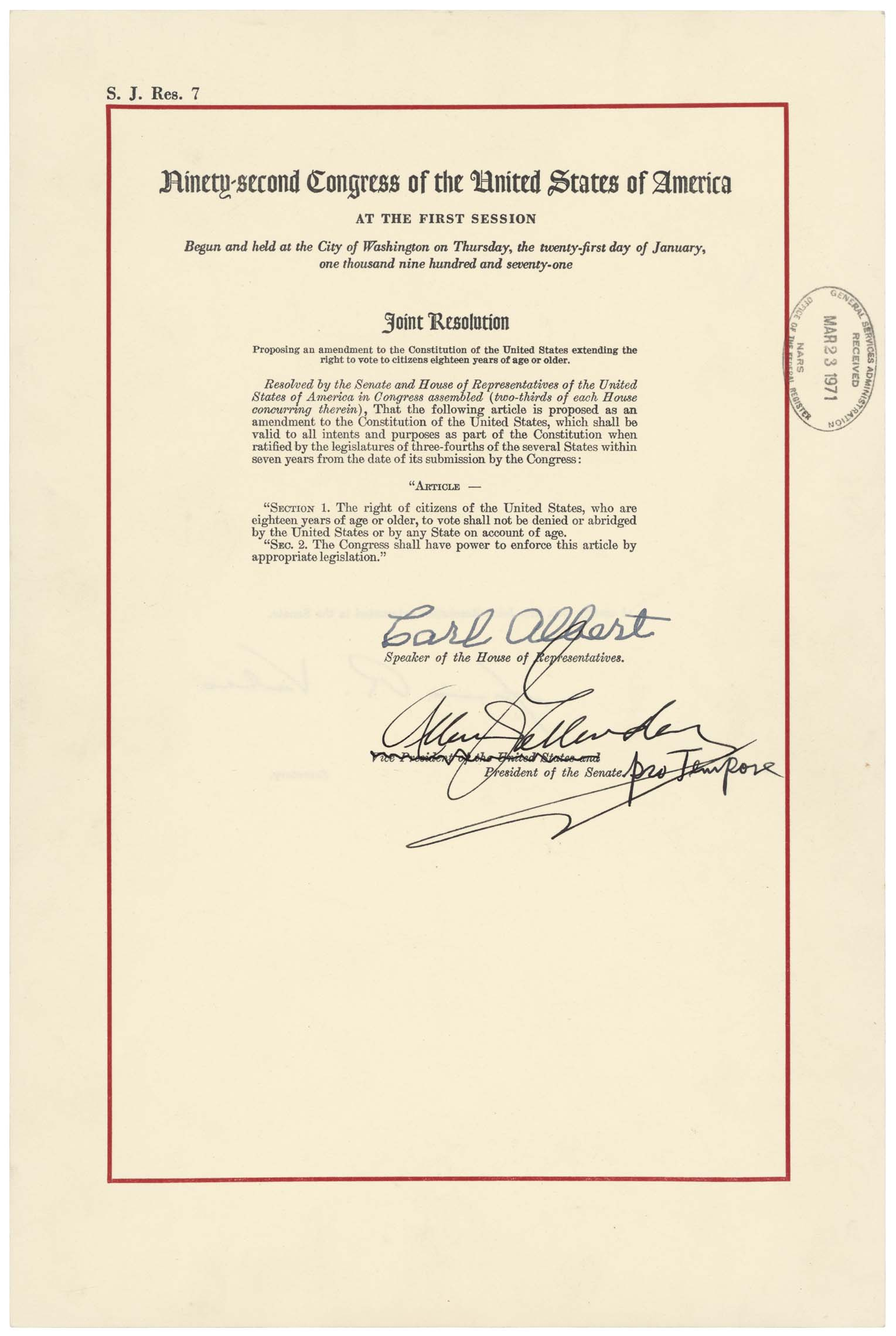
Texte du XXVIe amendement.

Le XXVIe amendement de la Constitution des États-Unis permet aux citoyens américains âgés d'au moins 18 ans de voter. Il est adopté le 1er juillet 1971.

## Texte
Le texte du vingt-sixième amendement est le suivant :
« Section 1. The right of citizens of the United States, who are eighteen years of age or older, to vote shall not be denied or abridged by the United States or by any State on account of age.

Section 2. The Congress shall have the power to enforce this article by appropriate legislation. »
« Article 1. Le droit de vote des citoyens des États-Unis âgés de dix-huit ans ou plus ne pourra être dénié ou restreint pour raison d'âge ni par les États-Unis ni par l'un quelconque des États.

Article 2. Le Congrès aura le pouvoir de donner effet au présent article par une législation appropriée. »

## Histoire
Jusqu'à cette date l'âge minimum était de 21 ans.